# Ostorhinchus maculipinnis
Ostorhinchus maculipinnis är en fiskart som först beskrevs av Regan, 1908.  Ostorhinchus maculipinnis ingår i släktet Ostorhinchus och familjen Apogonidae. Inga underarter finns listade i Catalogue of Life.